# Kisújszállás
Kisújszállás é uma cidade da Hungria, situada no condado de Jász-Nagykun-Szolnok. Tem 205,27 km² de área e sua população em 2019 foi estimada em 10.870 habitantes.